# Miroslav Brát
Miroslav Brát (* 17. listopadu 1969) je český politik a novinář, od roku 2002 zastupitel města Náchod (od roku 2016 také místostarosta města), člen SOCDEM.

## Život
Vystudoval Jiráskovo gymnázium Náchod a poté nastoupil na Pedagogickou fakultu Univerzity Jana Evangelisty Purkyně v Ústí nad Labem, kterou však po pěti semestrech opustil.
Na počátku 90. let 20. století pracoval jako recepční hotelu a poté jako vedoucí penzionu v Orlických horách. Od roku 1994 je redaktorem náchodských regionálních novin a novinářská práce se stala jeho hlavní profesí a obživou.
Miroslav Brát žije ve městě Náchod, konkrétně v části Staré Město nad Metují. Je svobodný a bezdětný.

## Politická kariéra
V komunálních volbách v roce 2002 byl jako nestraník za ČSSD zvolen zastupitelem města Náchod. Mandát zastupitele města pak obhájil ve volbách v letech 2006 (nestraník za ČSSD), 2010 (již jako člen ČSSD) a 2014. V letech 2010 až 2016 byl navíc radním města a od dubna 2016 zastává post neuvolněného 2. místostarosty. Také v komunálních volbách v roce 2018 kandiduje opět za ČSSD.
Ve volbách do Senátu PČR v roce 2018 kandidoval za ČSSD v obvodu č. 47 – Náchod. Se ziskem 8,83 % hlasů skončil na 5. místě.